# آلباتروس روشن‌پوش
آلباتروس روشن‌پوش (Phoebetria palpebrata)، همچنین با نام‌های آلباتروس خاکستری‌پوش یا آلباتروس دودی روشن‌پوش، آلباتروس‌های کوچکی از گونه آلباتروس‌های دودی هستند.

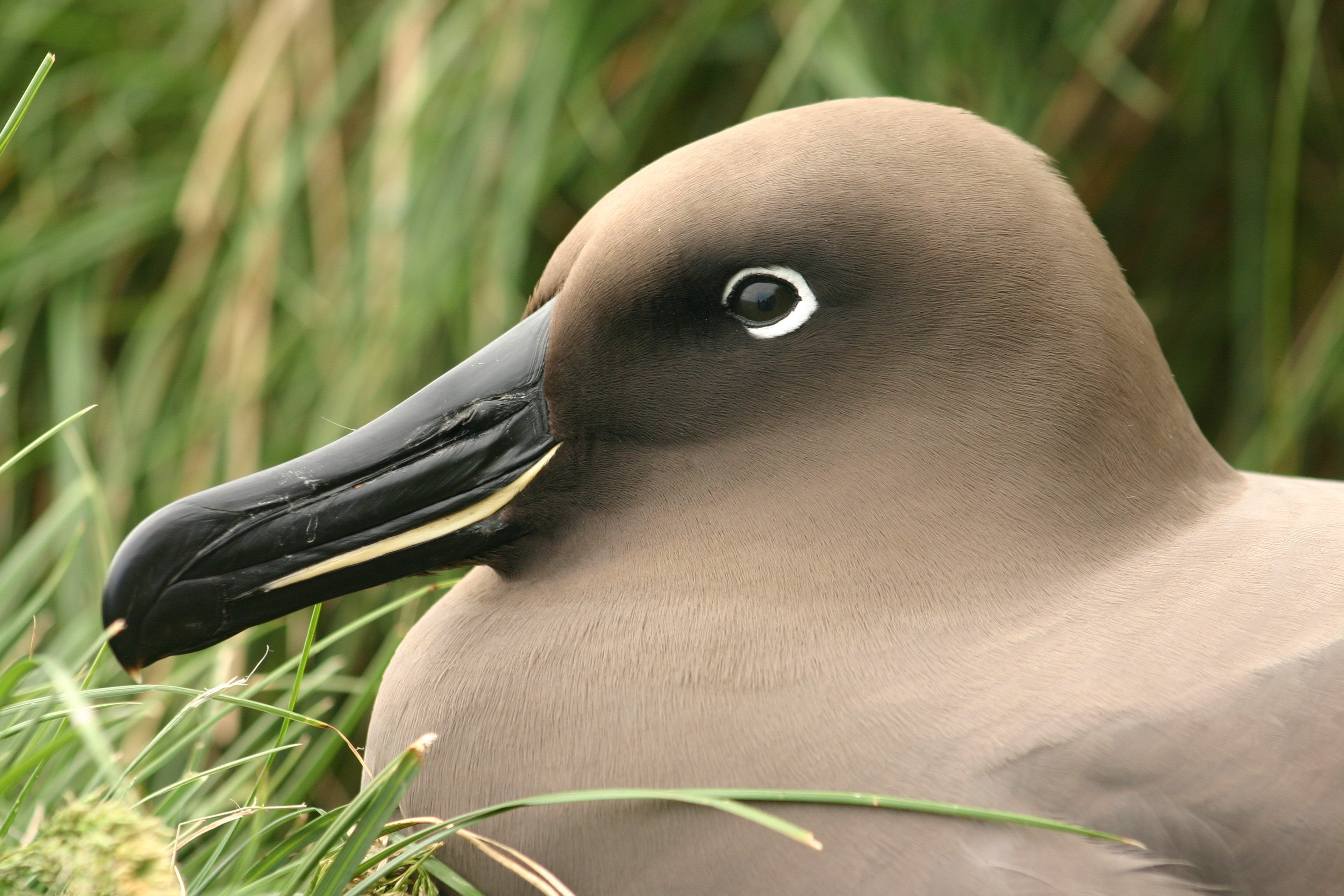
آلباتروس روشن‌فام، جزئیات سر